# Famille de Boissay
La famille de Boissay est une famille française.

## Personnalités
Plusieurs membres de la famille ont traversé l'histoire de France.

### Jean de Boissay
Chevalier, accompagne en 1096 le Duc Robert II de Normandie, fils ainé de Guillaume le Conquérant, lors de la première croisade.

### Aubert de Boissay
Fils de Jean de Boissay et Alix de Boutemont, Chevalier en 1204.

### Nicolas de Boissay
En 1337 commence une longue période trouble, la guerre de Cent Ans, pendant laquelle Cailly (commune de Normandie 76690) et ses environs furent plusieurs fois dévastés. Après les succès initiaux des Anglais par les Plantagenêts, la reconquête par les Français est assurée par Charles V jusqu’en 1380 : le château fort de Saint-Germain-sous-Cailly (dont les ruines sont encore visibles dans la vallée), alors propriété de Nicolas de Boissay, seigneur de Cailly, et forteresse de Normandie (donc potentiellement soumise à l’autorité anglaise), fut, par ordre du Régent, abattue en 1360 par Baudoin Danoquin.

### Robert de Boissay (1375-1415)
Nouveau seigneur de Saint Germain et de Cailly, est le fils de la première femme de Nicolas, Catherine d'Elbeuf. Écuyer, il est le compagnon du  chevalier de Bertrand Du Guesclin pendant les sièges de Bretagne et de Flandres et devant Châteauneuf-de-Randon, où ce dernier périra le 13 juillet 1380. En 1383, il accompagne Jacques de Harcourt, "Capitaine de cinquante lances". En 1389, on le retrouve parmi les 22 chevaliers qui jouteront à Saint-Denis devant le Roi. Il deviendra ensuite premier maître de l'Hôtel du Roi, et même chambellan du Roi en 1411.
En 1413, il devient gouverneur de Dieppe de par la grâce de l'Archevêque de Rouen, seigneur de Dieppe. Il sera jeté en prison lors de la Guerre de Cent Ans. Il sera tué à la bataille d'Azincourt, le 25 octobre 1415, qui voit la victoire de 6000 Anglais sur les 30000 Français grâce aux archets gallois qui, avec leurs arcs de grande portée, transpercent les cotes de mailles des chevaliers français englués dans le terrain boueux de la Picardie. Ses deux petits-fils, Colart de Boissay et Charles de Boissay, meurent également à ses côtés. Son gendre, Thibaut de Chantemerle, fait prisonnier, mourra quant à lui en Angleterre.
Colart de Boissay, dit Collinet, fils de Jean de Boissay et Catherine de Jouy, fut écuyer d'honneur du roi en 1405, capitaine de la ville et du château de Lyons en 1410, Verdier de la forêt de Bort (aujourd'hui Forêt de Bord-Louviers), écuyer tranchant, puis chambellan, en 1414, du duc de Guyenne, Louis de Guyenne, alors Dauphin de France.
Charles de Boissay, dit Charlot, son frère, fut également écuyer d'honneur du roi en 1405 et premier échanson du duc de Guyenne en 1414.

### Jean III de Boissay
Autre fils de Nicolas de Boissay, il épouse en secondes noces Maheult, fille de Raoul de Bailleul. Il est capitaine de la forteresse de Fécamp. Il prend part à l'expédition de Flandre (1382-1385) sous Charles VI, puis à celle de Gueldre en Allemagne (1388).

### Jean IV de Boissay
Fils de Robert de Boissay, le Chevalier Jean IV de Boissay reconstruit en 1406 le château fort de Saint-Germain-sous-Cailly. Marié à Isabelle de Boissay, il meurt sans postérité.
Par ailleurs, un fils de Robert de Boissay est indiqué comme chambellan du dauphin, le 22 février 1413.

### Laurent de Boissay (1435-1482)
Ce sera alors à un autre petit-fils de Robert, Laurent de Boissay, que reviendra, non sans contestation avec Charles d'Artois, la seigneurie de Mesnières, dont le fief principal était la ville de Boissay (canton de Buchy). Il épousera Catherine Havart, fille de Jean Havart et sœur de Georges Havart, l'un des conseillers les plus intimes de Louis XI. Jean Havart, Vicomte de Dreux, entra dans Rouen libéré aussitôt après Charles VII en portant son pennon de « velours azuré à trois fleurs de lys d'or de brodure ». Ce fut alors le début d’une occupation anglaise qui vit en 1417 le départ de la grande majorité des Caillais vers les villes et places fortes. Le château de Saint-Germain-sous-Cailly et celui de Fontaine le Bourg passent alors, à nouveau, aux mains des anglais et Laurent de Boissay, seigneur de Cailly, est emprisonné à Londres. De son union naitra Marie de Boissay qui se mariera avec Alain de Hellenvilliers, baron de La Ferté-Fresnel. 
Isabelle de Boissay, fille de Robert de Boissay, épousa, vers 1440, Jean Masquerel (Recherches sur les sires de Tilly par E. de Bonnemain). Tante de Laurent, profitant de l'absence de son neveu, reçoit du roi anglais Henri V et de par sa soumission, les biens de Saint-Germain et ceux de Cailly. Les terres de Cailly et des environs, qui ne sont plus exploitées à la suite de l’exode de 1417, retournent à l’abandon et se reboisent. La famine s’installe (le doyenné est considéré comme inhabité en 1440). La reconquête est entreprise par Jeanne d'Arc et Charles VII, sacré à Reims en 1429. Le château fort de Saint-Germain-sous-Cailly est repris par les Français en 1436. Ce n’est qu’en 1453 que la domination française est définitivement acquise : la guerre de Cent Ans est terminée. 
Laurent de Boissay, de retour de sa captivité anglaise, récupère ses biens en 1460, dont la seigneurie de Cailly et le château de Saint-Germain.

### Louis de Boissay (1460-1504)
Louis de Boissay, fils de Laurent épousera Hélène Lhuillier, descendante d'Étienne Marcel, prévôt de Paris assassiné en 1358. Il aura comme tuteur Guillaume Picart, grand-maître de l'artillerie de Louis XI et seigneur d'Ételan (canton de Lillebonne).

### Charles de Boissay
Fils de Louis, il fut chambellan de François Ier de France. En 1545, il épousera Madeleine Le Picart, petite-fille du tuteur de son père.

## Blason
Les armoiries des Boissay-Mesnières étaient « d'hermine au lion de gueules ».

## Pour approfondir